# Championnat d'Angleterre de football de cinquième division 2013-2014
Navigation
Édition précédente Édition suivante
La saison 2013-2014 de Conference National est la trente-quatrième édition de la cinquième division anglaise.
Les vingt-quatre clubs participants au championnat sont confrontés à deux reprises aux vingt-trois autres.
À la fin de la saison, le champion est promu en League Two et les quatre suivants du classement s'affrontent en playoffs pour une place dans la division supérieure.
Les quatre derniers clubs sont relégués en Conference North et Conference South. La décision d'affectation revient au comité du National League System et elle est déterminée en fonction de la situation géographique des clubs.

## Compétition

### Classement
Le classement est établi sur le barème de points classique (victoire à 3 points, match nul à 1, défaite à 0).
Pour départager les égalités, on tient d'abord compte de la différence de buts générale, puis du nombre de buts marqués, puis des confrontations directes et enfin si la qualification ou la relégation est en jeu, les deux équipes jouent une rencontre d'appui sur terrain neutre.
| Rang | Équipe                 | Pts | J  | G  | N  | P  | Bp  | Bc  | Diff |
| ---- | ---------------------- | --- | -- | -- | -- | -- | --- | --- | ---- |
| 1    | Luton Town             | 101 | 46 | 30 | 11 | 5  | 102 | 35  | +67  |
| 2    | Cambridge United       | 82  | 46 | 23 | 13 | 10 | 72  | 35  | +37  |
| 3    | Gateshead              | 79  | 46 | 22 | 13 | 11 | 72  | 50  | +22  |
| 4    | Grimsby Town           | 78  | 46 | 22 | 12 | 12 | 65  | 46  | +19  |
| 5    | Halifax Town P         | 77  | 46 | 22 | 11 | 13 | 85  | 58  | +27  |
| 6    | Braintree Town         | 74  | 46 | 21 | 11 | 14 | 57  | 39  | +18  |
| 7    | Kidderminster Harriers | 72  | 46 | 20 | 12 | 14 | 66  | 59  | +7   |
| 8    | Barnet R               | 70  | 46 | 19 | 13 | 14 | 58  | 53  | +5   |
| 9    | Woking                 | 68  | 46 | 20 | 8  | 18 | 66  | 69  | -3   |
| 10   | Forest Green Rovers    | 67  | 46 | 19 | 10 | 17 | 80  | 66  | +14  |
| 11   | Alfreton Town          | 67  | 46 | 21 | 7  | 18 | 69  | 74  | -5   |
| 12   | Salisbury City P       | 67  | 46 | 19 | 10 | 17 | 58  | 63  | -5   |
| 13   | Nuneaton Town          | 66  | 46 | 18 | 12 | 16 | 54  | 60  | -6   |
| 14   | Lincoln City           | 65  | 46 | 17 | 14 | 15 | 60  | 59  | +1   |
| 15   | Macclesfield Town      | 61  | 46 | 18 | 7  | 21 | 62  | 63  | -1   |
| 16   | Welling United P       | 60  | 46 | 16 | 12 | 18 | 59  | 61  | -2   |
| 17   | Wrexham                | 59  | 46 | 16 | 11 | 19 | 61  | 61  | 0    |
| 18   | Southport              | 53  | 46 | 14 | 11 | 21 | 53  | 71  | -18  |
| 19   | Aldershot Town R       | 51  | 46 | 16 | 13 | 17 | 69  | 62  | +7   |
| 20   | Hereford United        | 51  | 46 | 13 | 12 | 21 | 44  | 63  | -19  |
| 21   | Chester P              | 51  | 46 | 12 | 15 | 19 | 49  | 70  | -21  |
| 22   | Dartford               | 44  | 46 | 12 | 8  | 26 | 49  | 74  | -25  |
| 23   | Tamworth               | 39  | 46 | 10 | 9  | 27 | 43  | 81  | -38  |
| 24   | Hyde                   | 10  | 46 | 1  | 7  | 38 | 38  | 119 | -81  |

| Légende : Qualifications et relégations | Légende : Qualifications et relégations                   |
| --------------------------------------- | --------------------------------------------------------- |
|                                         | Promu en League Two                                       |
|                                         | Qualification pour les barrages d'accession en League Two |
|                                         | Relégation en Conference South ou Conference North        |
|                                         | R : Relégué en 2013-2014 P : Promu en 2013-2014           |

Hereford United et Salisbury City ont été relégués administrativement en raison de dettes impayées.

### Barrages de promotion
|  | Demi-finales         | Demi-finales | Demi-finales | Demi-finales     |   |  | Finale | Finale | Finale |  |  |  |  |  |  |  |
|  |                      |              |              |                  |   |  |        |        |        |  |  |  |  |  |  |  |
|  |                      |              |              |                  |   |  |        |        |        |  |  |  |  |  |  |  |
|  |                      |              |              |                  |   |  |        |        |        |  |  |  |  |  |  |  |
|  | (5) Halifax Town     | 1            | 0            |                  |   |  |        |        |        |  |  |  |  |  |  |  |
|  | (5) Halifax Town     | 1            | 0            |                  |   |  |        |        |        |  |  |  |  |  |  |  |
|  | (2) Cambridge United | 0            | 2            |                  |   |  |        |        |        |  |  |  |  |  |  |  |
|  | (2) Cambridge United | 0            | 2            | Cambridge United | 2 |  |        |        |        |  |  |  |  |  |  |  |
|  |                      |              |              |                  | 2 |  |        |        |        |  |  |  |  |  |  |  |
|  |                      | Gateshead    | 1            |                  |   |  |        |        |        |  |  |  |  |  |  |  |
|  | (4) Grimsby Town     | Gateshead    | 1            | 1                | 1 |  |        |        |        |  |  |  |  |  |  |  |
|  | (4) Grimsby Town     |              |              |                  |   |  |        |        |        |  |  |  |  |  |  |  |
|  | (3) Gateshead        | 1            | 3            |                  |   |  |        |        |        |  |  |  |  |  |  |  |
|  | (3) Gateshead        | 1            | 3            |                  |   |  |        |        |        |  |  |  |  |  |  |  |

|  | Tirs au but |

|  | Score de l'équipe recevant |

## Bilan de la saison
| Promotions et relégations                                               |                                                             |
| Relégués de League Two                                                  | Bristol Rovers, Torquay United                              |
| Promus en League Two                                                    | Luton Town, Cambridge United                                |
| Relégués en Conference South, Conference North ou divisions inférieures | Tamworth, Hyde, Salisbury, Hereford United                  |
| Promus de Conference South ou Conference North                          | A.F.C Telford United, Altrincham, Dover Athletic, Eastleigh |

## Meilleurs buteurs
- Andre Gray : 30 buts avec Luton Town
- Lee Gregory : 29 buts avec Halifax Town